# Черепянь
Черепя́нь — село Волотовского сельсовета Лебедянского района Липецкой области. Стоит на левом берегу реки Дон — напротив центра поселения села Волотово.
По документам известна с 1627 года. Тогда её написание отличалось от нынешнего — Черпянь. Тут же был Черпянский буерак (овраг). Есть указание, что селение основана казаками села Волотова.
Название, возможно, связано с изготовлением глиняных изделий (черепицы); окончание — по аналогии: Лебедянь, Куймань, Птань.

## Население
| 2010 |
| ---- |
| 287  |